# Het spel kasjmandar
Het spel kasjmandar is een hoorspel van Dieter Hasselblatt. Das Spiel Kaschmandar werd op 12 juni 1965 door de Südwestfunk uitgezonden. J. Polak vertaalde het en de VPRO zond het uit op vrijdag 15 november 1968. De regisseur was Coos Mulder. Het hoorspel duurde 43 minuten.

## Rolbezetting
- Andrea Domburg (zij)
- André van den Heuvel (hij)
- Peter Aryans (rauwe stem)

## Inhoud
In het hoorspel worden twee bestaansniveaus gemengd. Het gebeuren van de beide handelingssporen blijft duidelijk gescheiden en toch heeft de luisteraar het gevoel dat ze rechtstreeks met elkaar verband houden: dat van de vorstin uit het oosterse verhaal en dat van de jonge vrouw, die een normaal-modern leven van alledag in onze tijd leidt. Ook de beide mannenfiguren lijken op elkaar: beiden willen jong, erkend, geliefd, elastisch blijven en door niets aan hun vorderende leeftijd herinnerd worden - de oosterse vorst net zomin als de zakenman in het jaar 1964. Beiden bedriegen hun vrouw, niet zozeer omdat ze een afwisseling willen of omdat ze hun vrouw willen krenken, maar omdat ze door de jonge gezellin hun vermeende jeugd bevestigd willen zien…